# Aki Hoshino
Aki Hoshino (ほしの あき, Hoshino Aki, nascida em 14 de março de 1977) é uma ídolo japonesa. Hoshino já apareceu em várias revistas, tais como Sabra e programa de televisão. Em 2010, foi nomeada uma das "7 ídolos japonesas mais irresistivelmente bonita" pela versão tailandesa da revista masculina FHM.

## Biografia
Casou-se com o jóquei de corrida de cavalo Kōsei Miura (三浦 皇成), em 25 de setembro de 2011. Um mês depois do casamento, Hoshino revelou que ela estava grávida de três meses. Sua filha nasceu em 12 de abril de 2012.

## Livro
É autora de um livro, publicado em 2010, intitulado Hoshino Body. No livro Hoshino deu conselhos para as leitoras sobre como aplicar maquiagem e "reter a forma do corpo".

## DVDs

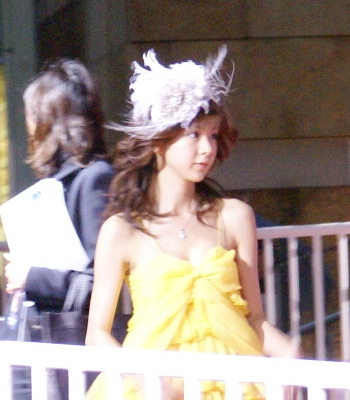
Hoshino Aki

Aki Hoshino tem destaque nos seguintes DVDs:
- I am Hoshino Aki (agosto de 2002)
- Play H (fevereiro de 2003)
- H School (outubro de 2003)
- AAA - Triple A (dezembro de 2003)
- G Girl Private 001 (janeiro de 2004)
- Milk (março de 2004)
- Darn-Tarn (maio de 2004)
- Se-jo! Series B: Aki Hoshino (setembro de 2004)
- Mangekyō (outubro de 2004)
- Silky Collection Se-jo!! (novembro de 2004)
- Kekkō Kamen Returns (novembro de 2004)
- Yaju no Shori Join 1316 (dezembro de 2004)
- Star (janeiro de 2005)
- Kekkō Kamen Surprise (fevereiro de 2005)
- Beach Angels in Hawaii (abril de 2005)
- Honey Angel (maio de 2005)
- With you -Aki Hoshino (agosto de 2005)
- NyaaA! (CD+DVD) (setembro de 2005)
- I Wish You Love (setembro de 2005)
- Gekkan Aki Hoshino (dezembro de 2005)
- Kachikomi Keiji Ondorya! Daisōsasen Shinsaibashi o Fūsa seyo (filme japonês) (janeiro de 2006)
- Portfolio (janeiro de 2006)
- Girls love live (abril de 2006)
- Aki-Time (janeiro de 2006)
- Play H (julho de 2006)
- Watashi Tonjaimashita (julho de 2006)
- Hoshino Expo (julho de 2006)
- Gekkan Aki Hoshino Special (agosto de 2006)
- Bengoshi no Kuzu DVD Box (Série de televisão japonesa) (setembro de 2006)
- Finder Love Guide DVD (setembro de 2006)
- Koibito Gokko (outubro de 2006)
- Marriage Life (dezembro de 2006)
- Kensa Nyuin (fevereiro de 2007)
- Star-revealed (fevereiro de 2007)
- Gokusen 3 (abril de 2008) - Ayukawa Sakura (enfermeira da escola)
- Sneaker Lover (março de 2008)

## Videojogo
Aki Hoshino tem destaque no seguinte videojogo:
- Finder Love: Hoshino Aki - Nankoku Trouble Rendez-vous (ファインダーラブ ほしのあき 南国トラブル ランデブー, Finder Love: Aki Hoshino - Trouble Randezvous in the South) (29 de janeiro de 2006)